# Ralph E. Church

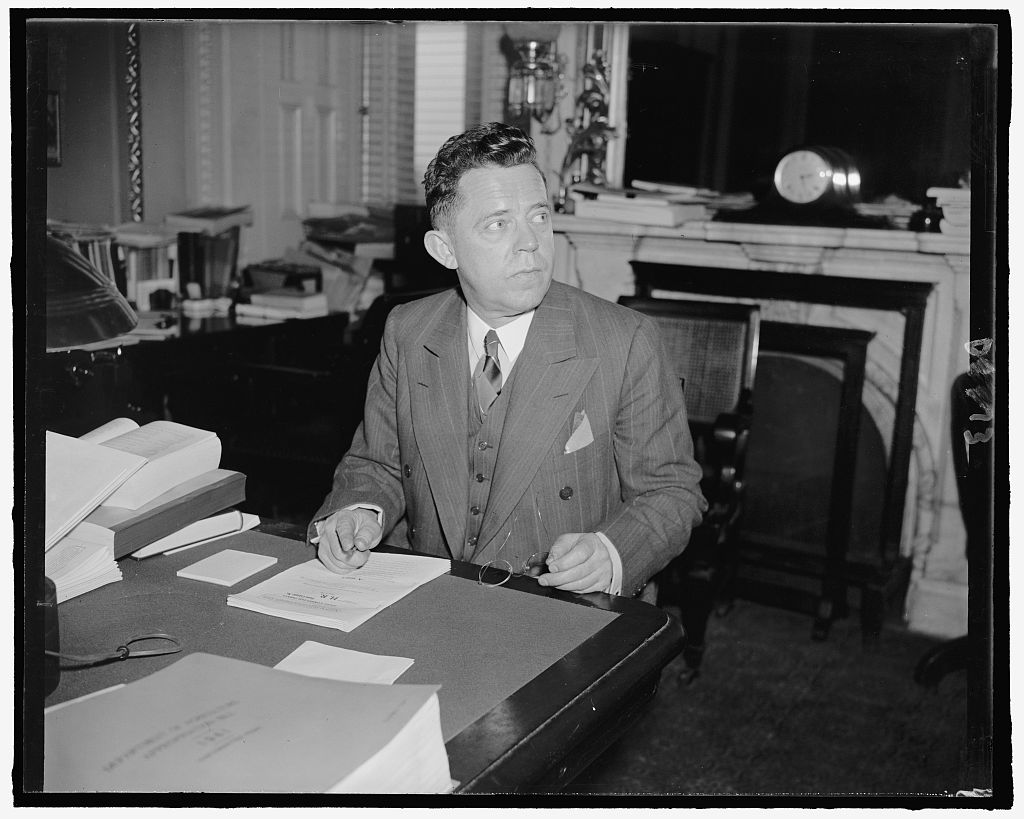
Ralph E. Church (1940)

Ralph Edwin Church (* 5. Mai 1883 bei Catlin, Vermilion County, Illinois; † 21. März 1950 in Washington, D.C.) war ein US-amerikanischer Politiker. Zwischen 1935 und 1950 vertrat er zweimal den Bundesstaat Illinois im US-Repräsentantenhaus.

## Werdegang
Ralph Church besuchte die öffentlichen Schulen seiner Heimat und studierte danach bis 1907 an der University of Michigan in Ann Arbor. Nach einem anschließenden Jurastudium an der Northwestern University in Evanston und seiner 1909 erfolgten Zulassung als Rechtsanwalt begann er in Chicago in diesem Beruf zu arbeiten. Gleichzeitig schlug er als Mitglied der Republikanischen Partei eine politische Laufbahn ein. Im Jahr 1916 wurde er in das Repräsentantenhaus von Illinois gewählt. Während des Ersten Weltkrieges war er in einem Ausbildungslager für Offiziere. Zwischen 1917 und 1932 war er erneut Abgeordneter im Staatsparlament. In den Jahren 1938 bis 1941 gehörte er der Reserve der Marine an.
Bei den Kongresswahlen des Jahres 1934 wurde Church im zehnten Wahlbezirk von Illinois in das US-Repräsentantenhaus in Washington gewählt, wo er am 3. Januar 1935 die Nachfolge von James Simpson antrat. Nach zwei Wiederwahlen konnte er bis zum 3. Januar 1941 drei Legislaturperioden im Kongress absolvieren. Während dieser Zeit wurden dort die meisten der New-Deal-Gesetze der Bundesregierung unter Präsident Franklin D. Roosevelt verabschiedet, denen Churchs Partei eher ablehnend gegenüberstand. Im Jahr 1935 wurden erstmals die Bestimmungen des 20. Verfassungszusatzes angewendet, wonach die Legislaturperiode des Kongresses jeweils am 3. Januar endet bzw. beginnt.
1939 war Church Delegierter auf der interparlamentarischen Konferenz in Oslo. Im Jahr darauf verzichtete er auf eine weitere Kandidatur für das US-Repräsentantenhaus. Stattdessen bewarb er sich erfolglos um die Nominierung seiner Partei für die Wahlen zum US-Senat. Bei den Wahlen des Jahres 1942 wurde Church erneut im zehnten Distrikt seines Staates in den Kongress gewählt, wo er am 3. Januar 1943 George A. Paddock ablöste, der zwei Jahre zuvor sein Nachfolger geworden war. Nach drei Wiederwahlen konnte er sein Mandat bis zu seinem Tod ausüben. Diese Zeit war von den Ereignissen des Zweiten Weltkrieges und dessen Folgen geprägt. Church erlebte auch den Beginn des Kalten Krieges. Seit 1949 vertrat er den 13. Wahlbezirk seines Staates. Ralph Church starb am 21. März 1950 während einer Sitzung des Ausschusses zur Untersuchung der Ausgaben der Bundesministerien (Committee on Expenditures in the Executive Departments). Nach einer Sonderwahl fiel sein Mandat an seine Frau Marguerite.